# 瑪格麗特·馬科林苔
瑪格麗特·馬科林苔（英語：Marguerite MacIntyre；1965年5月11日—），是一名美國女演員及編劇，以代表作《天賜》飾演Nicole Trager一角而眾人所知。

## 生平
馬科林苔出生在密西根州底特律，她是好萊塢電影明星，在南加州大學獲得了學士，隨後在倫敦皇家戲劇藝術學院接受培訓，她曾在百老匯，音樂劇、電視節目和電影中工作過。

## 個人生活
馬科林苔曾在1999年與同演員馬可斯·賽格結婚，但短短1年時間內，他們倆提出離婚。2007年12月21日她嫁給卡里·拉隆德。

## 作品
- 1994年 《電台謀殺案》
- 2002年《紅龍》
- 2006-2009年《天賜》

## 外部連結
- 瑪格麗特·馬科林苔在互联网电影资料库（IMDb）上的資料（英文）
- 瑪格麗特·馬科林苔的X（前Twitter）